# Ulrike Poppe

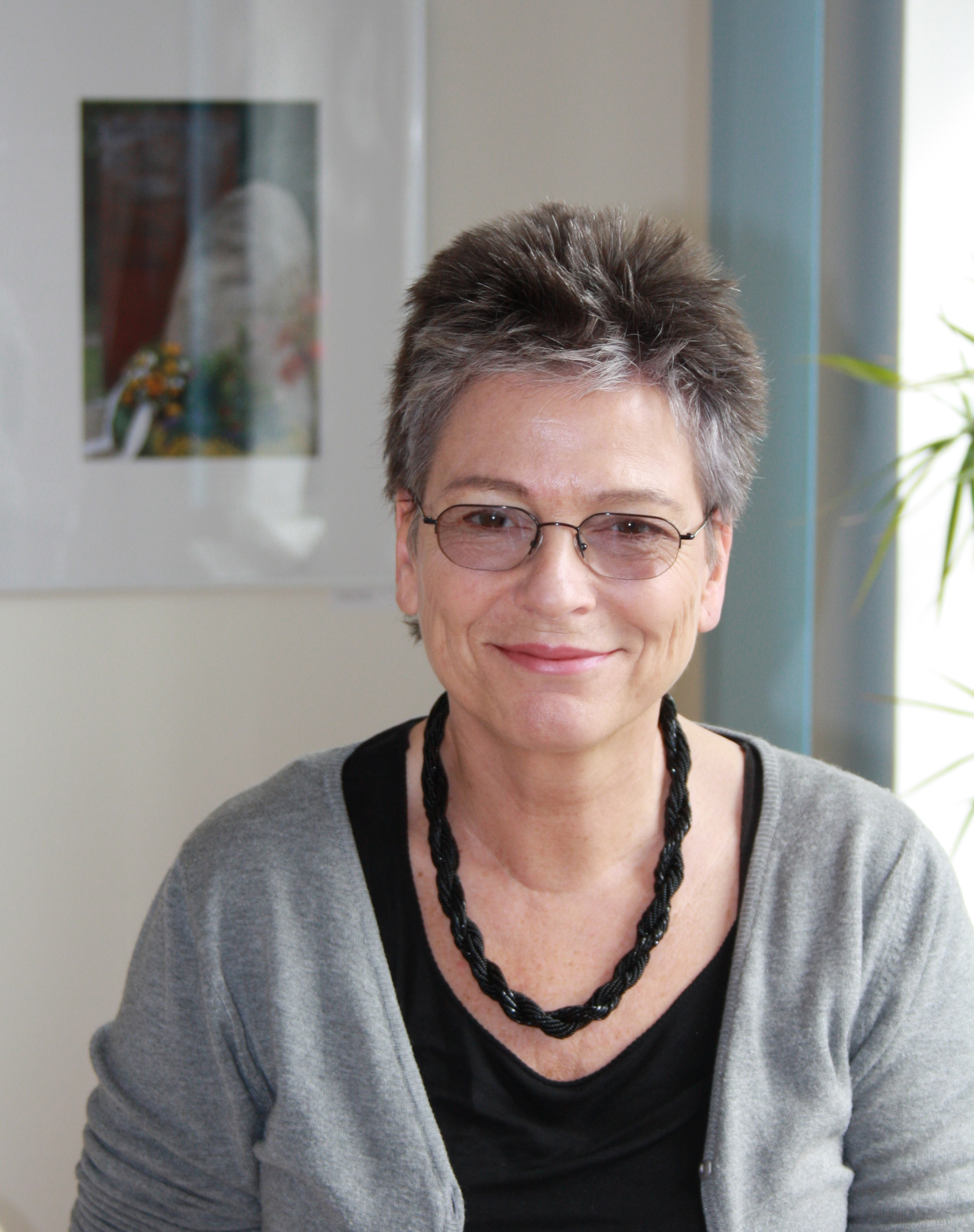
Ulrike Poppe (2012)

Ulrike Poppe, geborene Wick (* 26. Januar 1953 in Rostock), ist eine Bürgerrechtlerin und ehemalige Oppositionelle in der DDR. Von März 2010 bis September 2017 war sie die erste Brandenburger Landesbeauftragte zur Aufarbeitung der Folgen der kommunistischen Diktatur. Als solche beschäftigte sie sich unter anderem mit den Aktenhinterlassenschaften des Ministeriums für Staatssicherheit.

## Leben
Ulrike Poppe wurde in Rostock als Tochter eines Historikers und einer Slawistin geboren und wuchs in Hohen Neuendorf bei Berlin auf. Ihr Studium der Kunsterziehung und Geschichte an der Humboldt-Universität zu Berlin brach sie 1973 ab. Nach Hilfstätigkeiten in einem Kinderheim und in der Psychiatrischen Klinik der Charité arbeitete sie von 1976 bis 1988 als Assistentin am Museum für Deutsche Geschichte.
Im Jahre 1980 eröffnete sie mit Gleichgesinnten den ersten unabhängigen Kinderladen in Ost-Berlin und war 1982 Mitbegründerin des Netzwerkes „Frauen für den Frieden“.
Auf Grund ihrer Mitwirkung in oppositionellen Kreisen wurde sie vom Ministerium für Staatssicherheit (MfS) mit Zersetzungsmaßnahmen belegt. 1983 wurde Ulrike Poppe zusammen mit Bärbel Bohley nach einem abendlichen Treffen mit der Neuseeländerin Barbara Einhorn vom MfS wegen „Verdachts auf landesverräterische Nachrichtenübermittlung“ (§ 99 StGB) verhaftet und in seine zentrale Untersuchungshaftanstalt in Berlin-Hohenschönhausen verbracht. Daraufhin entwickelte sich inner- und außerhalb der DDR eine Protest- und Solidaritätswelle. Unter diesem Druck ließ das MfS die beiden Verhafteten nach sechs Wochen frei.
Poppe war seit 1985 Mitglied der Initiative Frieden und Menschenrechte. Dabei konzentrierte sich Poppe zunächst, angeregt durch die 1977 in der Tschechoslowakei gegründete Menschenrechtsorganisation Charta 77 sowie die polnische Solidarność, vor allem auf Menschenrechtsverletzungen in den Ostblockstaaten und speziell jene in der DDR. Nach dem Tian’anmen-Massaker organisierte die Initiative im Jahr 1989 eine Protestaktion vor der chinesischen Botschaft in Pankow. Dabei wurde Poppe, wie alle Protestteilnehmer, festgenommen und über Nacht auf einer Polizeiwache festgehalten.
1987/88 war Poppe Berlin-Brandenburger Regionalvertreterin im Fortsetzungsausschuss des DDR-weiten Netzwerks der unabhängigen Gruppen „Frieden konkret“ und beteiligte sich 1987–1989 am Arbeitskreis „Absage an Praxis und Prinzip der Abgrenzung“.
Im selben Jahr war Ulrike Poppe Mitbegründerin der daraufhin entstehenden Bürgerbewegung Demokratie Jetzt (DJ), deren Sprecherrat sie bis 1991 angehörte. Am 26. November 1989 gehörte Poppe zu den Erstunterzeichnern des Aufrufs Für unser Land für eine eigenständige sozialistische DDR. Von Dezember 1989 bis März 1990 vertrat Ulrike Poppe am zentralen Runden Tisch den DJ, danach war sie Mitarbeiterin der Volkskammerfraktion „Bündnis 90“.
Von 1992 bis Februar 2010 arbeitete sie als Studienleiterin für Politik und Zeitgeschichte an der Evangelischen Akademie Berlin-Brandenburg und wirkt seit 2002 im Kuratorium des Instituts für Deutschlandforschung der Ruhr-Universität Bochum mit. 1999 war sie kurzzeitig Mitglied des Gründungsvorstandes der Grünen Akademie bei der Heinrich-Böll-Stiftung.
Ulrike Poppe ist Mitglied des Vorstands von Gegen Vergessen – Für Demokratie, Mitglied des Vorstands der Robert-Havemann-Gesellschaft, Mitglied des Fachbeirates Gesellschaftliche Aufarbeitung der Bundesstiftung zur Aufarbeitung der SED-Diktatur sowie im Beirat der Gedenkstätte Berlin-Hohenschönhausen.
Im Juli 2009 beschloss der Brandenburger Landtag die Einrichtung eines Beauftragten des Landes Brandenburg zur Aufarbeitung der Folgen der kommunistischen Diktatur. In dieses Amt wurde Ulrike Poppe am 17. Dezember 2009 auf Vorschlag der Landesregierung einstimmig gewählt. Zu ihren Aufgaben gehört die Beratung von Menschen, die von der Verfolgung zur Zeit der sowjetischen Besatzungszone und der DDR unmittelbar und mittelbar betroffen sind, die Vermittlung psychosozialer Betreuung und der Umgang mit den Unterlagen des MfS; ferner unterrichtet sie die Öffentlichkeit und berät die öffentlichen Stellen des Landes. Am 25. Februar 2010 unterstellte der Landtag ihr Amt, um ihm größere Unabhängigkeit zu sichern, direkt der Dienst- und Rechtsaufsicht des Brandenburgischen Landtages. Im September 2017 trat sie in den Ruhestand.
Poppe war 2022 bis 2023 Mitglied der Jury für den Standortwettbewerb für das Zukunftszentrum für Deutsche Einheit und Europäische Transformation.

## Familie
Von 1979 bis 1997 war Ulrike Poppe mit dem DDR-Bürgerrechtler Gerd Poppe verheiratet, mit dem sie zwei gemeinsame Kinder hat. Seit 2001 ist sie mit dem Politologen Claus Offe verheiratet.

## Ehrungen
- 1991 – Theodor-Heuss-Medaille stellvertretend mit anderen für „Die friedlichen Demonstranten des Herbstes 1989 in der damaligen DDR“[11]
- 1995 – Bundesverdienstkreuz zusammen mit anderen Bürgerrechtlern der früheren DDR
- 2000 – Gustav-Heinemann-Bürgerpreis zusammen mit zwei weiteren ostdeutschen Bürgerrechtlerinnen. Die Ehrung ging an sie „stellvertretend für andere Frauen und Männer aus der ehemaligen DDR, die sich in ihrer Überzeugung nicht verbiegen ließen“.
- 2018 – Verdienstorden des Landes Brandenburg

## Veröffentlichungen
- Herausgeberin (mit Rainer Eckert und Ilko-Sascha Kowalczuk): Zwischen Selbstbehauptung und Anpassung.  Formen des Widerstandes und der Opposition in der DDR (= Forschungen zur DDR-Geschichte; 6). Ch. Links Verlag, Berlin 1995.
- Herausgeberin: „Mit uns zieht die neue Zeit …“. Die SED zwischen Kriegsende und Mauerbau. Tagung vom 12. bis 14. April 1996. Evangelische Akademie Berlin-Brandenburg in Zusammenarbeit mit dem Unabhängigen Historikerverband. Evangelische Akademie Berlin-Brandenburg, Berlin 1998.
- Frauen für den Frieden. In: Hans-Joachim Veen (Hrsg.): Lexikon Opposition und Widerstand in der SED-Diktatur. Propyläen, Berlin/München 2000, ISBN 3-549-07125-6, S. 135–137.